# Conway Hall
Conway Hall, född 1 maj 1995 på Ferme Angus Farms i Bedford i Québec, död 11 januari 2023 i Lexington i Kentucky, var en kanadensisk varmblodig travhäst och avelshingst. Han tränades av Robert Stewart i Nordamerika. Han var helbror med Andover Hall.
Conway Hall tävlade åren 1997–1998 och sprang in 6,4 miljoner kronor på 29 starter varav 13 segrar, 7 andraplatser och 5 tredjeplats. Han utsågs till "Årets 2-åring" i Nordamerika 1997. Han tog karriärens största seger i Gran Premio Orsi Mangelli (1998), där han kördes av Joseph Verbeeck i både försöks- och finallopp. Han segrade även i Bluegrass Stake (1997), kom på andraplats i Kentucky Futurity (1998) samt på fjärdeplats i Hambletonian Stakes (1998).
Efter tävlingskarriären var han avelshingst till 2020. Han har lämnat efter sig stjärnor som Broadway Hall (2000), Citation (2001), Windsong's Legacy (2001), Make It Happen (2005), Tycoon Conway Hall (2010), Conlight Ås (2011), Daley Lovin (2011), Workout Wonder (2012) och Habitat (2012). Han tilldelades avelsbedömningen "Elithingst" för sin utomordentliga förärvning.